# Enter the Soil
Enter the Soil ist eine 2008 als Hirsute gegründete und 2017 in Enter the Soil umbenannte Death-Doom-Band.

## Geschichte
Justin Chorley gründete Hirsute nach Jahren Aktivität in einer Thrash-Metal-Band. Nachdem die Mitglieder dieser Band getrennte Wege beschritten und Chorley sich inspiriert durch Anathema, Katatonia und My Dying Bride vermehrt für Death Doom und Gothic Metal interessierte begann er als Hirsute Musik zu komponieren und aufzunehmen. Um sich das Songwriting zu erleichtern erwarb er einfache Aufnahmegeräte und spielte eine erste selbstbetitelte EP ein die am 15. August 2011 erschien und motivierende Resonanz erhielt. Am 1. Februar 2014 veröffentlichte Hirsute, weiterhin im Selbstverlag, das Debütalbum Still Waiting. Aufgrund des Albums wurde dem Projekt von Bart Al Foet für Zware Metalen „viel Potenzial […] für die Zukunft“ zugesprochen, aber die Veröffentlichung selbst sei „nicht übermäßig“ gelungen. Dem Gegenüber lobte Mark Rzeszutek für Doom-Metal.com die Band als „eine Klasse für sich“ der es gelänge „idiosynkratisch und inspiriert“ zu klingen.
Stefano Cavanna lobte das Album in seinem Buch Il suono del Dolore. Trent’anni di Funeral Doom als „guten und abwechslungsreichen Melodic Death Doom“. Im Jahr 2017 entschied Chorley den Bandnamen zu verändern. Mit der Namensänderung nuancierte er auch den gespielten Stil, der bereits auf dem am 9. Juni 2017 erschienenen Album That Amber Lit Morning zur Geltung kam. Die Resonanz blieb dabei positiv, jedoch gering und unbeeindruckt. Kris Clayton schrieb für Doom-Metal.com, dass er schon „viele Platten gehört habe, die das Gleiche“ bieten, und Enter the Soil sich nicht „von der Masse“ abhebe, dennoch sei That Amber Lit Morning „sehr gut gemacht und angenehm anzuhören“. Dabei gelang es Enter the Soil mit dem Album mehr Zuhörer als Kritiker überzeugte. Mit The Still Forest, Bathed in Mist folgte 2020 ein weiteres Studioalbum, das am 15. Oktober 2020, etwa einem halben Jahr nach dem Debüt des Nebenprojektes Bleed This Earth, erschien. Als ein weiteres solides Werk des talentierten Musikers aus Neuseeland, der seiner stilistischen Handschrift folgt, „auch wenn der entscheidende Qualitätssprung auf eine spätere Veröffentlichung verschoben“ sei, beschrieb Stefano Cavanna das Album.

## Stil
Einflüsse von My Dying Bride, Anathema, Katatonia und Opeth vereinend spielt Enter the Soil einen Death Doom zwischen Melodic Death Doom und Gothic Metal mit gelegentlich vernehmbaren Einflüssen aus dem Funeral Doom. So beziehe Chorley auch vernehmbar Inspiration aus dem Schaffen von Bands wie Mournful Congregation. Als Gesang nutzt Chorley Growls und wehmütiges Gekrächze und klaren Gesang. Rhythmisch und harmonisch nutzt Enter the Soil den Raum des Genres, während das Gitarrenspiel geradezu vor Emotionen triefend erscheint. In der Kolumne des Webzines Stormbringer.at Funeral Doom Reise wird die Band mit Abhor, einer weiteren Funeral Band des Landes verglichen. 

„Erneut spielen repetitive, rauschhafte Elemente eine große Rolle und erneut ist eine Nähe zu klassischem Doom spürbar – insbesondere durch das dominante Gitarrenspiel. Die sehr präsenten Vocals machen Death Doom daraus. Die Traurigkeit der Melodien reichen in den Funeral Doom, der aber weder in hoffnungsloser Verzweiflung zergeht noch gewaltige Naturzustände abbildet. Vielmehr ist die Musik des Neuseeländers stampfende, walzende, gegrunzte Klarheit.“

## Diskografie
- 2011: Hirsute (EP als Hirsute, Selbstverlag)
- 2014: Still Waiting (Album als Hirsute, Selbstverlag)
- 2017: That Amber Lit Morning (Album, Selbstverlag)
- 2020: The Still Forest, Bathed in Mist (Album, Selbstverlag)